# Ліппське князівство
Ліппське князівство (нім. Fürstentum Lippe) — держава в Німеччині, якою правила династія Ліппе. Розташовувалось між річкою Везер та південно-східною частиною Тевтобурзького лісу. Виникло як держава за часів Священної Римської імперії, спочатку як Ліппська сеньйорія, з 1528 року як Ліппське графство (нім. Grafschaft Lippe), а в 1789 році отримало статус князівства. Під час Реформації Ліппе перейшов до лютеранства в 1538 році, а потім до кальвінізму в 1604 році. Завдяки столиці в Детмольді держава іноді називалась Ліппе-Детмольд (нім. Lippe-Detmold).
Після розпаду імперії в 1806 році князівство перебувало в складі Рейнського і Німецького союзів, в 1866 році приєдналося до Північнонімецького союзу та стало однією з держав Німецької імперії в 1871 році. Протягом XIX століття князівство поступово перетворилось на конституційну монархію з помірною участю землевласницької знаті в управлінні державою. Його економіка була переважно аграрною та однією з найслабших у Німецькій імперії. Після зречення останнього князя у 1918 році, держава продовжувала існувати як Вільна держава Ліппе, поки не була об'єднана з федеральною землею Північний Рейн-Вестфалія у 1947 році.

## Історія

### Ліппське графство
Засновником того, що згодом стане Ліппським графством (1528—1789), а потім Ліппським князівством (1789—1918), був Бернгард I, який отримав цю територію у 1123 році в дар від імператора Лотаря III. Бернгард I прийняв титул Edler Herr zu Lippe («Благородний сеньйор Ліппський»). Історія династії та її подальших земельних придбань насправді почалася з Бернарда II. Його територія, ймовірно, була утворена із земель, які він придбав після ліквідації Саксонського герцогства після смерті Генріха Лева у 1180 році. у 1528 році Симон V став першим правителем Ліппе, який називав себе графом (Graf).
Після смерті Симона VI у 1613 році графство було розділене між його трьома синами; Ліппе-Детмольд перейшов до Симона VII, Ліппе-Браке — до Оттона, а Ліппе-Альвердіссен — до Філіпа I. Графство Ліппе-Браке воз'єдналося з головною лінією Детмольда у 1709 році. Син Симона VII, Йобст Герман, заснував ще одну гілку родини — лінію Ліппе-Бістерфельдів; гілка Ліппе-Вайсенфельдів пізніше відокремилася від Ліппе-Бістерфельдів. Як Ліппе-Бістерфельд, так і Ліппе-Вайсенфельд були парагіями (несуверенними маєтками кадетської гілки) у графстві Ліппе, і обидві гілки, володіючи лише скромними садибами в графстві, придбали власність в інших землях шляхом шлюбу та виїхали з графства наприкінці XVIII століття: гілка Бістерфельд до Рейнської області, а гілка Вайсенфельд до Саксонії.

### Ліппське князівство

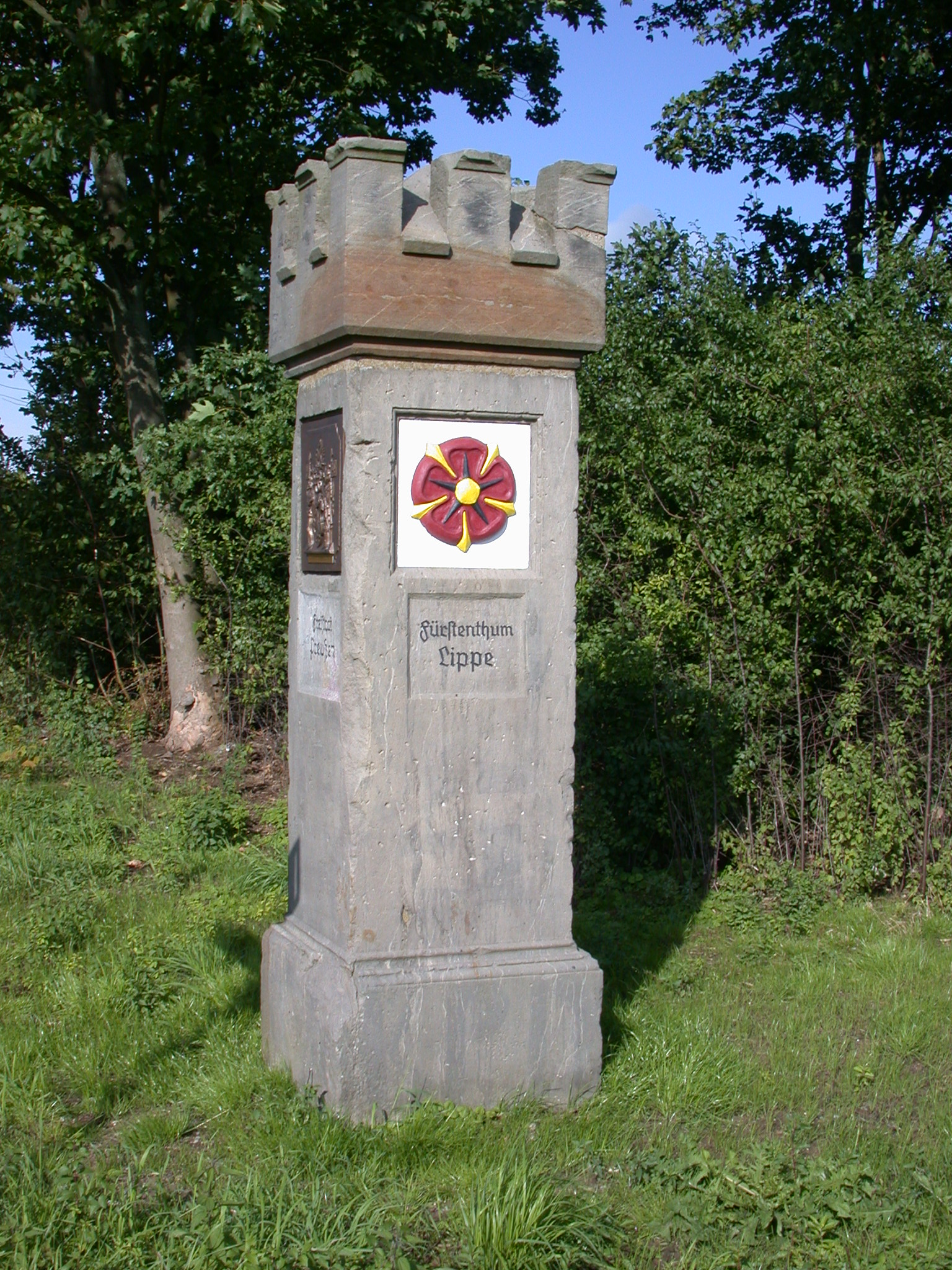
Прикордонний камінь між Ліппським князівством та Прусським королівством у Вюстен-Пелені

У 1789 році Леопольд I (1767—1802) став першим князем (Fürst) Ліппським. Після розпаду Священної Римської імперії в 1806 році, в 1807 році Ліппське князівство приєдналось до наполеонівської Рейнської конфедерації. Після заверення наполеонівських війн, в 1815 році Ліппське князівство стало членом Німецького союзу, в 1866 році приєдналось до Північнонімецького союзу, а в 1871 році до Німецької імперії. 20 липня 1895 року князь Вольдемар помер бездітним. Титул номінально перейшов до його брата Олександра, який був нездатний керувати через психічне захворювання. Спочатку регентство перейшло до Адольфа Шаумбург-Ліппського, згідно із заповітом Вольдемара.
Оскільки графи Ліппе-Бістерфельд та Ліппе-Вайсенфельд також претендували на регентство та право на спадкоємство Олександра, виникла суперечка про спадкоємство, яка тривала до 1905 року. Претензії Шаумбурга-Ліппе активно підтримував імператор Вільгельм II (чия сестра була одружена з принцом Адольфом). Рішення Reichsgericht у Лейпцигу в 1897 році вирішив справу на користь Ернеста, графа Ліппе-Бістерфельда, який потім обійняв регентство. Однак, за вказівкою Вільгельма II, військові сили, розміщені в Ліппе, відмовилися називати його відповідним титулом та відмовили в інших почестях, на які він мав право. У відповідь Ернест розіслав листа іншим суверенним князям Німецької імперії, в якому скаржився на поведінку імператора — безпрецедентний вчинок, який рішуче згуртував німецьку громадську думку на користь позиції Ернеста.
Після смерті Ернеста в 1904 році регентство перейшло до його сина Леопольда. Коли наступного року принц Александр помер, Рейхсгерихт нарешті визнав право дому Ліппе-Бістерфельдів на спадкоємство, і Леопольд зайняв трон як принц Леопольд IV.
Ліппське князівство припинило своє існування 12 листопада 1918 року зі зреченням Леопольда IV, ставши Вільною державою Ліппе. У 1947 році Ліппе увійшов до складу землі Північний Рейн-Вестфалія. Княжа родина досі володіє маєтком та Князівським палацом у Детмольді.

## Уряд
Спроба 1819/20 років створити конституцію зазнала невдачі, і перший основний закон був прийнятий у 1836 році. Його було лібералізовано в 1849 році, відновлено в 1853 році, а потім поступово модернізовано в 1853, 1876 та 1912 роках. Виборчий закон 1876 року скасував станову систему та запровадив трикласове виборче право, яке не пропонувало громадянам загальної, рівної чи демократичної можливості участі. Ліппе дедалі більше розвивався до конституційної монархії. У 1836 році було створено ландтаг (парламент), який надав помірну законодавчу владу землевласницькій знаті. Найвищим органом влади на національному рівні був кабінет міністрів на чолі з державним міністром, який контролював діяльність найвищих адміністративних та судових органів влади. Вищим адміністративним був нім. Regierungsollegium (керівний коледж). У 1868 році майно князів та майно держави було розділено. Князі зберегли значне рухоме майно, включаючи палаци, землю, ліси, довгострокову оренду, Бад-Майнберг та соляні родовища в Уфлені, які здебільшого перейшли під контроль держави після зречення Леопольда IV у 1918 році.
Як держава Німецької імперії, Ліппе був представлений у Бундесраті (Федеральній раді). Ліппе мав одного представника, якого обирала землевласницька знать. У Бундесраті домінувала Пруссія, яка мала 17 представників із 58, а це означало, що Ліппе практично не мав значення в раді. Це був один із шістнадцяти штатів, у яких був лише один представник у раді.

### Право
З 1817 року Ліппе підпадає під юрисдикцію Вищого апеляційного суду (Oberappellationsgericht) у Вольфенбюттелі, разом із Брауншвейзьким герцогством та Шаумберг-Ліппським та Вальдек-Пірмонтським князівствами. Коли суд Вольфенбюттеля було скасовано, було створено «тимчасовий вищий апеляційний суд», який здійснював нагляд за судами в Ліппе. У 1857 році Ліппе став підпорядкуватись Верховному регіональному суду (Oberlandsgericht) у Целле в Ганноверському королівстві. Після прусської анексії Ганновера в 1866 році він був підпорядкований прусській апеляційній системі, але потім став підпорядковуватись Верховному регіональному суду ще раз у 1879 році. Його роль як Верховного суду Ліппе було врегульовано договором від 4 січня 1879 року. Більша частина Ліппе належала до Регіональному суду в Детмольді, який містив окружні суди (Amtsgericht) Бломберга, Детмольда, Гогенхаузена, Горна, Лаге, Лемго, Ерлінгхаузена і Зальцуфлена. Ексклави Ліппероде та Каппель підпорядковувалися прусському окружному суду в Ліппштадті. Ліппе належав Целле до 1944 року.

### Адміністративні підрозділи
| Міста              | Населення 1871 року |
| ------------------ | ------------------- |
| Барнтруп           | 0 1116              |
| Бломберг           | 0 2203              |
| Детмольд           | 0 6469              |
| Ріг                | 0 1717              |
| Лаге               | 0 2514              |
| Лемго              | 0 4801              |
| Зальцуфлен         | 0 2072              |
| Амтер              | Населення 1871 року |
| Бломберг           | 0 3608              |
| Brake              | 0 7981              |
| Детмольд           | 0 8513              |
| Hohenhausen        | 0 6482              |
| Ріг                | 0 5800              |
| Лаге               | 13406               |
| Lipperode          | 00 728              |
| Ерлінгхаузен       | 0 8571              |
| Шидер              | 0 3660              |
| Schötmar           | 10806               |
| Шваленберг         | 0 6225              |
| Штернберг-Барнтруп | 0 9223              |
| Varenholz          | 0 5140              |

У 1879 році князівство було розділене на п'ять адміністративних одиниць, які називалися амт (Ämter, однина Amt): Бломберг, Brake, Детмольд, Schötmar та Ліппероде-Каппель. Міста Барнтруп, Бломберг, Детмольд, Горн, Лаге, Лемго та Зальцуфлен, а також село Шваленберг перебували поза системою амтерів (Шваленберг отримав статус міста у 1906 році).
У 1910 році систему було реформовано. Ліппе було поділено на п'ять Verwaltungsämter, що містило тринадцять амтів:
- Verwaltungsamt Blomberg (Ämter Blomberg, Schieder and Schwalenberg) з 45 районами та площею 199,36 км2 (76,97 миля2)
- Verwaltungsamt Brake (Ämter Brake, Hohenhausen, Sternberg-Barntrup і Varenholz) з 64 округами та площею 364,60 км2 (140,77 миля2)
- Verwaltungsamt Detmold (Ämter Detmold, Horn and Lage) з 64 районами та площею 375,05 км2 (144,81 миля2)
- Verwaltungsamt Lipperode-Cappel (Amt Lipperode-Cappel) з 3 райони та площа 7,66 км2 (2,96 миля2)
- Verwaltungsamt Schötmar (Ämter Oerlinghausen and Schötmar) з 34 районами та площею 158,06 км2 (61,03 миля2)

Вісім міст залишилися поза системою амтів.

## Економіка
Загалом Ліппе завжди була аграрною державою і в економічному плані була однією з найслабших держав Німецької імперії. Лесові заплави Верре та Беги завжди сприяли інтенсивному сільському господарству. З іншого боку, на менш родючих піщаних ґрунтах регіону Сенне інтенсивне землеробство було неможливим. Натомість діяльність зосередилася на тваринництві та розведенні коней породи Зеннер у Jagdschloss Lopshorn.

Промисловість існувала лише в обмежених масштабах і здебільшого базувалася на безпосередньому видобутку мінеральних і лісових ресурсів землі. Частково це було наслідком влади землевласницької знаті та недружнього ставлення монархів до економічних починань на початку промислової революції. Економічне втручання монархії було зосереджено головним чином на забезпеченні власної економічної могутності, яка більше спиралася на прямі доходи від власних маєтків князів, лісів, соляних копалень та оздоровчих купалень, ніж на податки на незалежне виробництво та торгівлю.

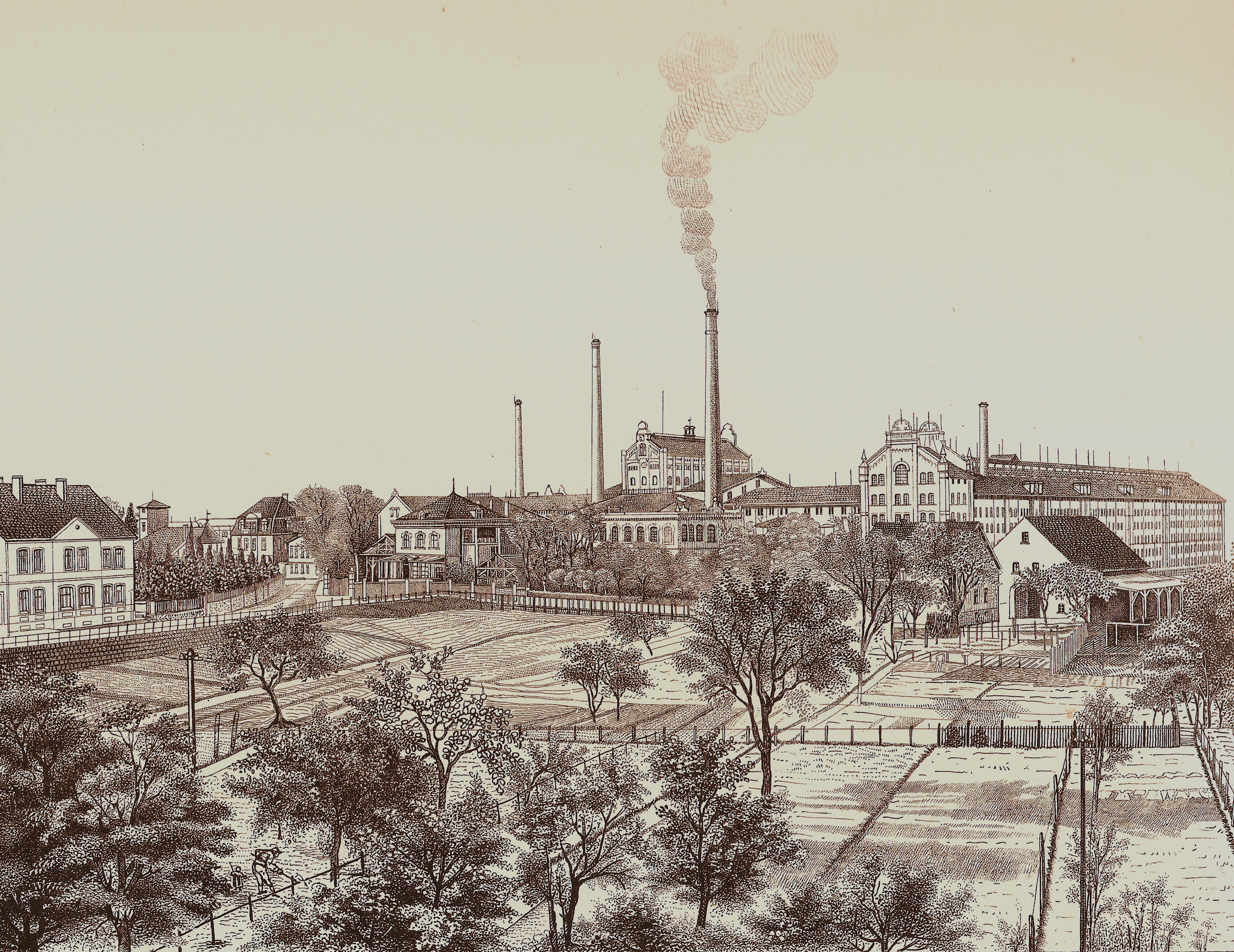
Фабрика Гофмана близько 1890 року

Текстильна промисловість підтримувала льонівництво та виробництво лляної тканини. Найбільшим промисловим концерном, мабуть, була фабріка Гофмана Stärkefabriken. Князівство також мало значну промисловість сепіоліту в Лемго, соляні випарні ставки в Зальцуфлені (в 1878 році було видобуто 1 240 000 кг солі) та лісову промисловість, яка існує й сьогодні, з численними лісопильнями, що переробляють матеріал з ліппських лісів. Як і в сусідній Пруссії, особливого значення набула сигарна промисловість. Як і текстильна промисловість, вона була частково організована в протоіндустріальному стилі, через кустарні виробництва. Також були пивоварні (наприклад, Strate та Falkenkrug), цегельні заводи, цукровий завод у Лаге та олійниці. Курортні міста Бад-Майнберг і Бад-Зальцуфлен також набули економічного значення.
Для промисловості було важливим будівництво залізниці Ліппе (1880) та Bahnstrecke Bielefeld–Hameln (1895), оскільки вони з'єднали регіон із залізницею Хамм-Мінден.

## Військо

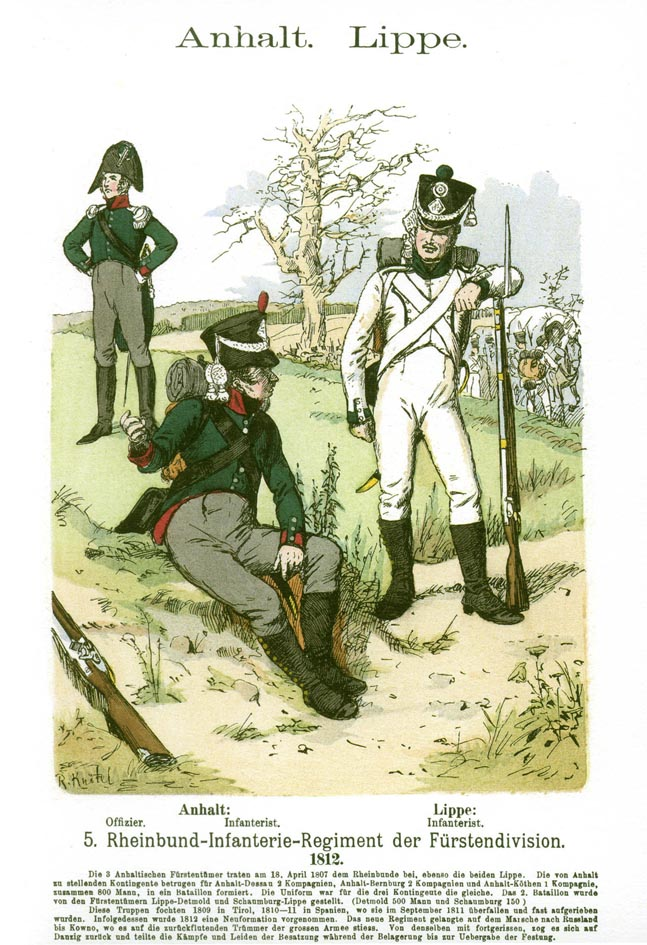
Гвардія Ліппе (праворуч), у дивізії принца

5 травня 1807 року було сформовано батальйон Ліппе, 2-й батальйон 5-го піхотного полку Княжої дивізії Рейнської конфедерації. До його складу також входила рота з Шаумбург-Ліппе. У 1867 році Ліппе уклав військову конвенцію з Пруссією, ставши частиною зони відповідальності 26-ї піхотної бригади Пруссії 13-ї дивізії (VII корпусу). Після включення Ліппе до складу Прусської армії, Княжа дивізія була розформована 27 травня 1867 року. Солдати Ліппе служили переважно у Піхотному полку "Граф Бюллов фон Деневіц" (6. Westfälisches) Nr. 55. Штаб полку та його 3-й батальйон до 1918 року базувалися в Детмольді.
У 1815 році для солдатів Ліппе була запроваджена біло-синьо-червона уніформа за зразком французької. Ця форма також була зображена на нотгельді, виданому містом Детмольд у 1920-х роках, а пляшки шнапсу Lipper Schütze були створені за її зразком, що гарантувало, що вона залишатиметься частиною народної уяви. Найпізніше до 1867 року солдати Ліппе перейшли на прусську форму і їх можна було відрізнити від інших військ лише за кокардою Ліппе в національних кольорах (жовто-червоно-жовтий).
Насправді, після 1867 року Ліппе більше не мав власних збройних сил, і навіть до цього не був у змозі утримувати незалежні сили розміром з полк. Пісня «Ліппе-Детмольд, чудове місто» (Lippe-Detmold, eine wunderschöne Stadt) є карикатурним зображенням цієї військової слабкості та стала для Ліппе своєрідною національною піснею. У пісні солдат з Ліппе йде на війну і його застрелюють, що змушує його генерала відмовитися від кампанії, оскільки він був єдиним солдатом армії Ліппе. Пісня надихнула дизайн нотгельдів Ліппе 1920-х років. Незважаючи на це, Ліппе зберіг певне військове значення як місце розташування навчального військового полігону Зеннелагер.

## Список князів Ліппських
| Князі Ліппські | Князі Ліппські | Князі Ліппські   | Князі Ліппські | Князі Ліппські  | Князі Ліппські                                                                                        | Князі Ліппські                                                                                               |
| Ім'я | Портрет        | Народився        | Правив         | Помер           | Консорт                                                                                               | Примітки |
| --- | -------------- | ---------------- | -------------- | --------------- | --- | --- |
| Леопольд I |                | 2 грудня 1767    | 1789–1802      | 4 квітня 1802   | Пауліна Крістіна Ангальт-Бернбурзька 2 січня 796                                                      | Граф Ліппе-Детмольдський з 1782 р                                                                            |
| Регентство Пауліни-Крістіни Ангальт-Бернбурзької (1802—1820)                                                         |                |                  |                |                 | | |
| Леопольд II |                | 6 листопада 1796 | 1802–1851      | 1 січня 1851    | Емілія Фредеріка Шварцбург-Зондерсгаузенська 23 квітня 1820                                           | Успадкував в неповнолітньому віці і отримав усю владу в 1820 р.                                              |
| Леопольд III |                | 1 вересня 1821   | 1851–1875      | 8 грудня 1875   | Єлизавета Шварцбург-Рудольштадтська 17 квітня 1852                                                    | Не залишив нащадків. Князівство перейшло до його брата.                                                      |
| Вольдемар |                | 18 квітня 1824   | 1875–1895      | 20 березня 1895 | Софія Баденська 9 листопада 1858                                                                      | Не залишив нащадків. Князівство перейшло до його брата.                                                      |
| Регентство Ернеста, графа Ліппе-Бестерфельдського (1895—1904) і Леопольда, графа Ліппе-Бестерфельдського (1904—1905) |                |                  |                |                 | | |
| Александр |                | 16 січня 1831    | 1895–1905      | 13 січня 1905   | неодружений                                                                                           | Нездатний обіймати посади через психічне захворювання.                                                       |
| Леопольд_IV |                | 30 травня 1871   | 1905–1918      | 30 грудня 1949  | Берта Гессен-Філіппсталь-Бархфельдська 16 черпня 1901 Анна Ізенбурзька та Бюдінгенська 16 квітня 1922 | З лінії Ліппе-Бістерфельд, регент Ліппе з 1904 року. У 1918 році він зрікся престолу після розпаду монархії. |

## Герби

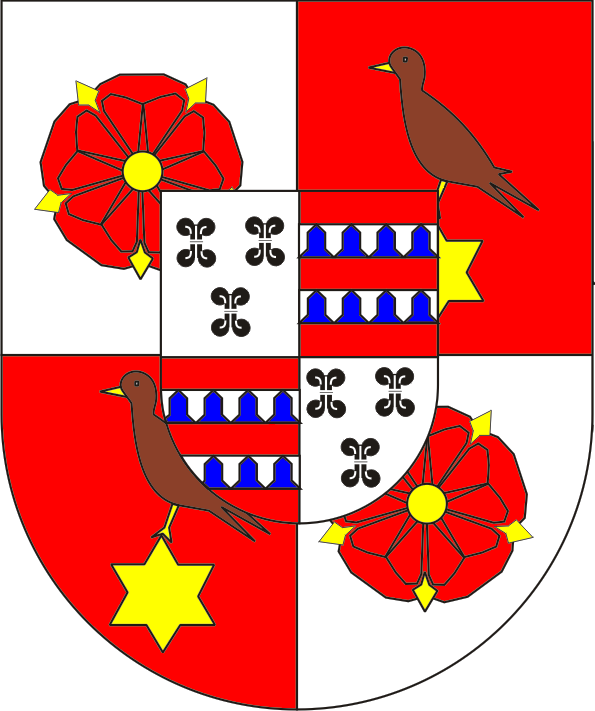
Герб Ліппського графства 1687–1798
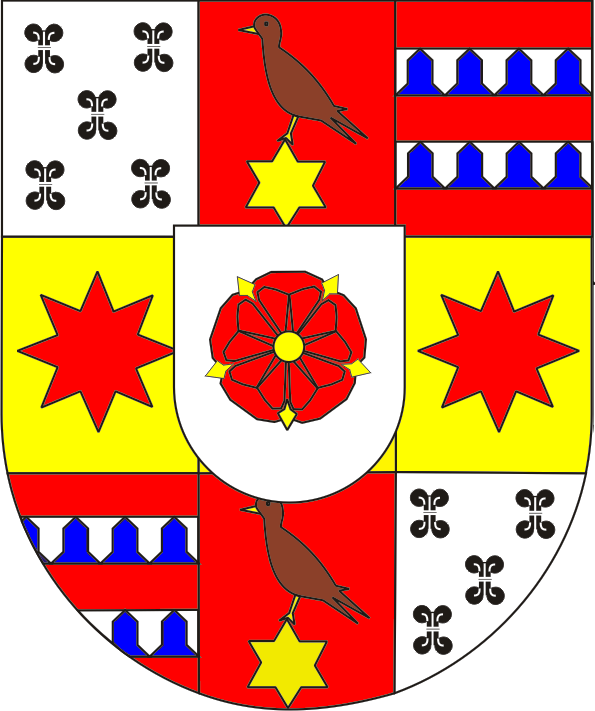
Герб Ліппського князівства 1798
Малий державний герб Ліппського князівства
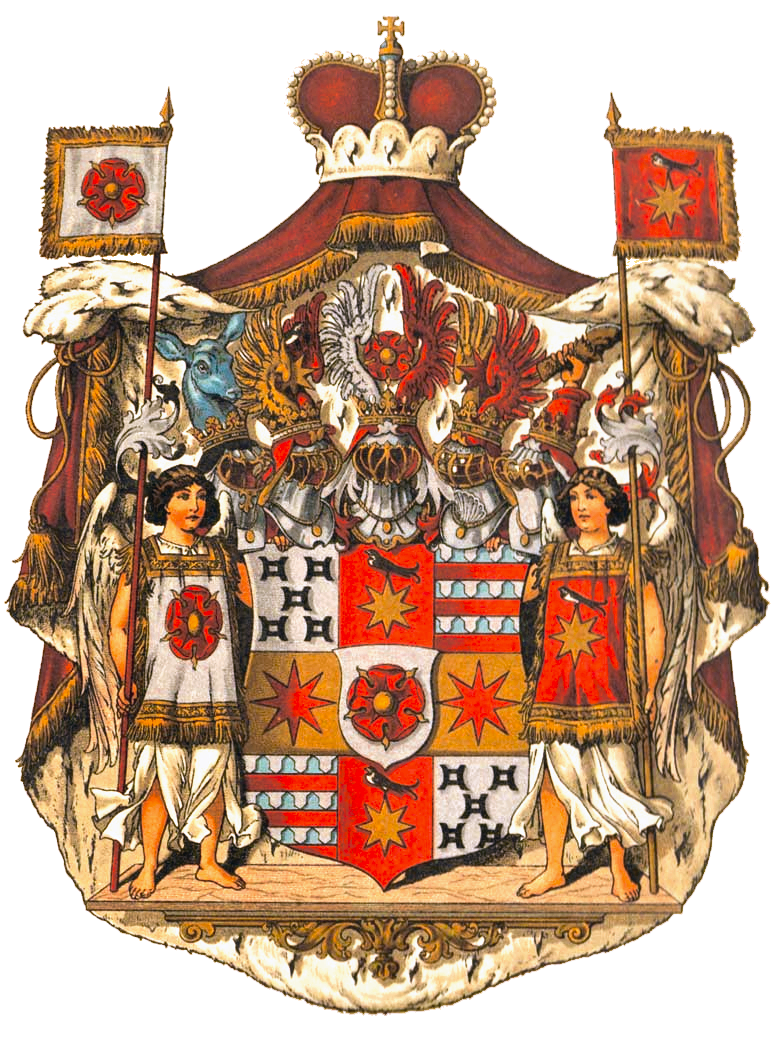
Великий державний герб Ліппського князівства